# Bletchley Park

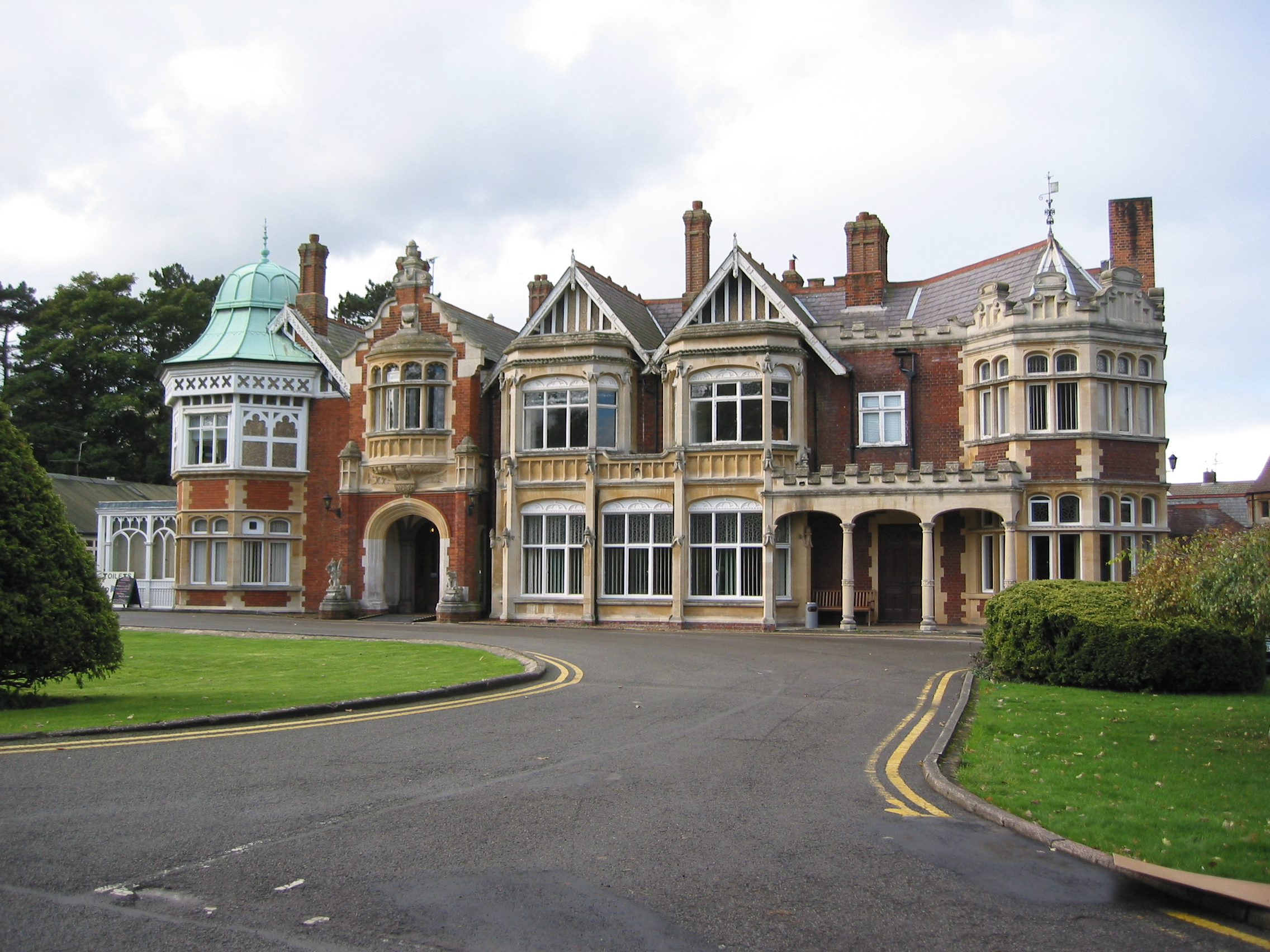
Bletchley Park

Bletchley Park is een landgoed in Bletchley in Zuid-Engeland. Het speelde een belangrijke rol in de Tweede Wereldoorlog. In het landhuis en later in een aantal nissenhutten op het landgoed was de Government Code and Cipher School (GC&CS) gehuisvest, de codebrekers van de Britse inlichtingendienst.

## Geschiedenis
GC&CS betrok in 1939 Bletchley Park. De keuze voor deze plaats lag voor de hand: het ligt halverwege tussen de universiteiten Cambridge en Oxford, het had goede verbindingen met Londen, een autoweg, een spoorweg en niet in de laatste plaats dicht bij de telecommunicatiekabels van de Britse PTT (GPO). In het landhuis werd een radio-ontvangststation gevestigd dat de naam "Station X" kreeg. "X" stond voor het Romeinse cijfer X. Het was namelijk het tiende ontvangststation. De antennes werden enigszins verstopt in een mammoetboom tegenover het landhuis gehangen.
Tijdens de Tweede Wereldoorlog slaagden wiskundigen en codebrekers als Alan Turing, Gordon Welchman en allerlei andere academici, waaronder taalwetenschappers, erin veel van het gecodeerde berichtenverkeer van de asmogendheden (nazi-Duitsland, Italië en Japan) te ontcijferen. Ze stonden onder leiding van kolonel John Tiltman en Dilly Knox.
Op het hoogtepunt van de activiteiten telde het park meer dan 7000 personeelsleden. Dit waren zowel codebrekers als militair- en burgerpersoneel dat hielp bij ontcijfering van de immense stroom gecodeerde berichten of dit faciliteerde. Dit waren vooral jonge vrouwen van de 'Women's Royal Naval Service'. In de operationele sfeer hadden de meesten een beperkte functie in het ontcijferen zodat maar weinigen beseften waar ze mee bezig waren. Om al dit personeel te kunnen huisvesten werden vele barakken gebouwd in de omgeving van het landgoed. De verschillende afdelingen van GC&CS werden 'Hutten' genoemd. Zo was Hut Six verantwoordelijk voor het breken van het berichtenverkeer van de Enigma coderingsmachine. De informatie, verkregen door het ontcijferen van berichten, kreeg de codenaam Ultra en speelde een belangrijke rol in de verloop van de Tweede Wereldoorlog.

### Na 1945
Na 1945 verhuisde de GC&CS, en werden alle documenten en bijna alle machines in opdracht van Winston Churchill vernietigd om te doen geloven dat de hele operatie niet had bestaan. Zowel de Russen als de Engelsen hadden Duitse codeerapparatuur buitgemaakt, dat was een van de redenen om de mogelijkheid tot afluisteren geheim te houden. Enkele belangrijke medewerkers verhuisden mee naar de nieuwe locatie, maar het grootste deel van het personeel werd ontslagen. Jarenlang moesten hun werk en prestaties geheim blijven. Er werd een nieuwe dienst opgericht: de GCHQ (British Government Communications Headquarters), van 1953 tot 2019 gevestigd in Palmer Street en sinds 2003 in Cheltenham, Gloucestershire.
Pas in de jaren 1970 werden de oorlogsinspanningen van Bletchley Park publiek gemaakt en konden medewerkers met hun verhaal naar buiten komen. Onder andere door de geheimhouding is het misverstand ontstaan dat de Amerikanen de computer in de jaren vijftig hebben uitgevonden, terwijl de Engelsen voor 1945 al tien Colossus-computers hadden draaien.
De gebouwen werden na de oorlog voor allerlei doeleinden gebruikt, in 1991 waren ze bijna alle leeg komen te staan. Het landhuis raakte in verval, om het in stand te houden werd de 'Bletchley Park Trust' opgericht. Na restauratie werd het in 1994 opengesteld voor publiek. In de loop der jaren werden ook enkele barakken van de ondergang gered. Er zijn twee musea gevestigd met zeldzame stukken zoals verschillende Enigma-machines. Er staat ook een replica van de Colossus, de eerste programmeerbare elektronische computer, die gebruikt werd voor het breken van berichten.

### 21e eeuw
In 2007 werd in het park het National Museum of Computing geopend. Het park werd een belangrijke toeristische attractie en conferentie-oord, waar in 2023 de "Bletchley-verklaring inzake kunstmatige intelligentie" werd ondertekend.